# Giovanni d'Alemagna

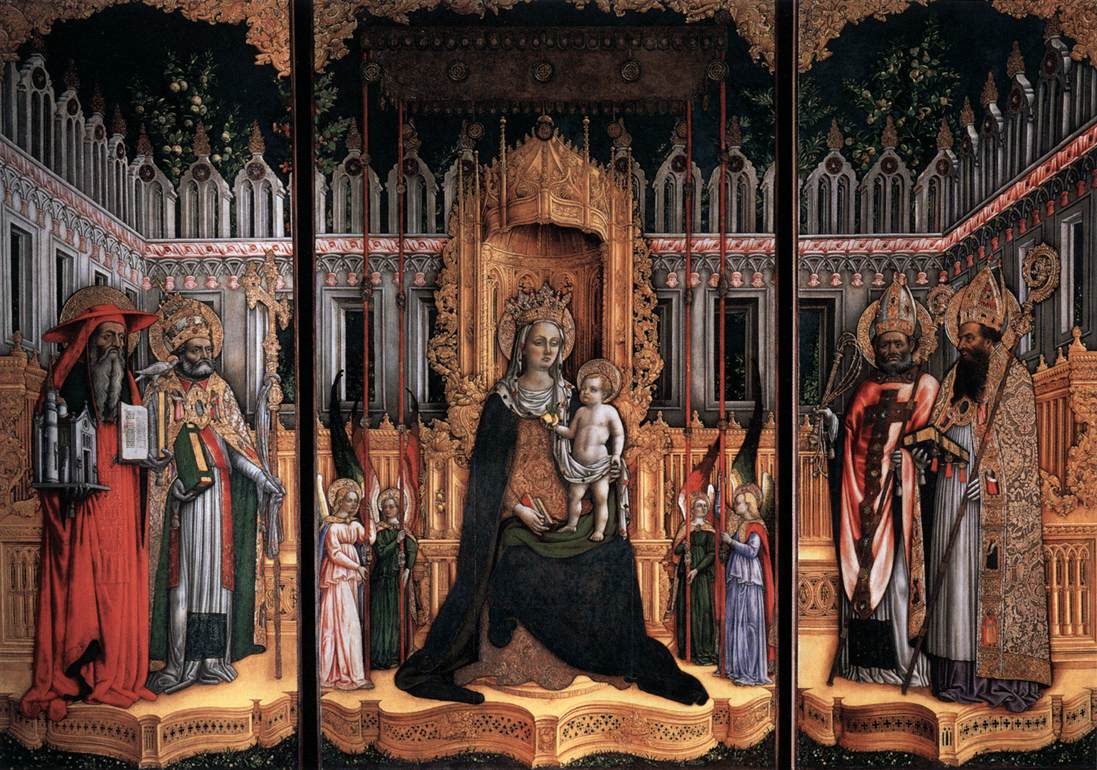
Mare de Déu entronitzada amb sants, obra fruit de la col·laboració entre Giovanni d'Alemagna i Antonio Vivarini

Giovanni d'Alemagna (documentat el 1441 - Pàdua, 1450) va ser un pintor d'origen alemany actiu a Itàlia a mitjan segle xv.

## Biografia
Hi ha poques dades sobre la vida de Giovanni. Va establir una associació artística amb Antonio Vivarini, cunyat seu, junt amb el qual es va posar al capdavant d'un taller de notable activitat durant almenys deu anys. Junts van emprendre diversos encàrrecs de tipus religiós en la comarca de Venècia i Pàdua. Un dels primers en què va col·laborar va ser el 1441 per a la realització del Tríptic de sant Jeroni per a l'església de Sant Esteve; un altre va ser la Mare de Déu entronitzada amb sants (1446), conservat a la Galeria de l'Acadèmia de Venècia.
Aquesta societat es va veure bruscament interrompuda a causa de la mort de Giovanni el 1450, poc després que els fos encarregada la decoració de la capella Ovetari dels Eremitani de Pàdua. El seu lloc al taller va ser ocupat per Bartolomeo Vivarini, germà petit d'Antonio.
És molt difícil separar l'estil propi de Giovanni en les diverses obres que va realitzar al costat de Vivarini. En principi, sembla que el seu estil era més decoratiu mentre que el d'Antonio tenia un matís més naturalista.